# Creme de la Creme (Band)
Creme de la Creme war eine deutsche Hip-Hop-Gruppe.

## Geschichte
Creme de la Creme entstand 1997 und bestand aus dem Kölner Trio Professor Te (Stefan Teubler), DJ Dr. Chris und FutureRock (Michael Rick), der auch schon Die Fantastischen Vier und Gentleman produziert hatte. Bekannt wurde die Gruppe mit der im Jahr 1997 erschienenen EP Bitte hau mich nicht, die gegen Moses P. gerichtet war und deren Verkauf nach der ersten Auflage gestoppt werden musste. Der Hintergrund war, dass Moses Pelham bei einem Auftritt bei der Echo-Verleihung 1997 Stefan Raab das Nasenbein mit einem Kopfstoß gebrochen hatte, weil dieser sich zuvor in seinen Sendungen über ihn lustig gemacht hatte. Auf dem Coverfoto war der Rapper Gianni zu sehen, der lose mit Die Firma verbunden war und eine gewisse Ähnlichkeit mit Pelham hatte.
Den größten Erfolg konnte die Band mit der Single Letzte Nacht im Jahr 1998 feiern. Das Lied erreichte Platz 71 in den deutschen Single-Charts.
Ihr einziges Album Porno Funk brachte die Band im Jahr 1999 heraus. Als Gäste wirkten unter anderem Gianni, Torch und Die Firma mit. Es blieb das einzige Album der Gruppe.

## Stil
Creme de la Creme mischten verschiedene Stile in ihrem Hip-Hop, so unter anderem Easy Listening, Jazz, Rock, Elektropop, Beat und Funk.

## Diskografie

### Alben
- 1999: Porno Funk (Catch a Groove)

### Singles und EPs
- 1997: Bitte hau mich nicht (Catch a Groove)
- 1998: Letzte Nacht (Catch a Groove)
- 1998: Ich lehne mich zurück / Titten (Catch a Groove)
- 1999: Einer von vielen / Haschisch Kakalake (Catch a Groove)